# Gonomyia (Gonomyia) virgata
Gonomyia (Gonomyia) virgata is een tweevleugelige uit de familie steltmuggen (Limoniidae). De soort komt voor in het Nearctisch gebied.